# Frank Martin
Frank Martin (Genebra, 15 de setembro de 1890 — 21 de novembro de 1974) foi um compositor suiço que viveu nos Países Baixos.
Foi o décimo e último filho do pastor calvinista Charles Martin. Antes, de começar na escola, já tocava piano e improvisos. Martin estudou Matemática e Física na Universidade de Genebra, e estudou composição e piano com Joseph Lauber. Em 1926, fundou a Société de Musique de Chambre de Genève.

## Obras (seleção)
- Symphony (1915)
- Les Dithyrambes (1918; texto de Pierre Martin)
- Pavane couleur du temps (1920)
- Mass for unaccompanied double choir (1922 - 1924 / 1926)
- Trio sur des mélodies populaires irlandaises (1925)
- Quatre pièces brèves (1933)
- Le vin herbé (1938 / 1940 - 1941)
- Die Weise von Liebe und Tod des Cornets Christoph Rilke  (1942 - 1943)
- Sechs Monologe aus Jedermann (1943 - 1944)
- Petite symphonie concertante (1944 - 1945)
- In terra pax (1944)
- Eight Preludes for Piano (1947 - 1948)
- Golgotha (1945 - 1948)
- Concerto para sete instrumentos, e orquestra (1949)
- Songs of Ariel (1950)
- Le Mystère de la Nativité (1957 - 1959)
- Requiem (1971 - 1972)
- Polyptyque (1973)